# Stefanie Scott
Stephanie Noelle Scott (Chicago, Illinois, 1996. december 6. –) amerikai színésznő.
Legismertebb alakítása Lexi Reed a 2011 és 2014 között futott Zsenipalánták című sorozatban.

## Fiatalkora
Stefanie Noelle Scott 1996. december 6-án született az Illinois állambeli Chicago városában, majd hatéves korában családjával az floridai Melbourne-be költöztek. Itt ugyanabban a magániskolában (Holy Trinity Episcopal Akadémián) tanult, ahová korábban Kate Upton modell is járt. Két bátyja van.

## Színésznői karrierje
Színészi pályafutása az Annie National Tour című színi produkcióval kezdődött. A karrier reményében a család Los Angelesbe költözött.
Első televíziós megjelenése 2008-ban volt, amikor a Chuck című televíziós sorozatban a 12 éves Sarah-t kellett megformálnia. Ugyanebben az évben szerepelt a Beethoven nagy áttörése című filmben is, ahol Katie-t alakította. A következő két évben olyan sorozatokban tűnt fel epizódszereplőként, mint a Christine kalandjai, a Funny in Farsi és a Pótfater. Az Oso különleges ügynök című sorozatban szinkronizált.
2010-ben egy mozifilmben, a Változó szerelemben kapott egy kisebb mellékszerepet, Dana Tressler karakterét. Ezért az alakításáért a 2010-es Young Artist Awardson jelölték Legjobb alakítás fiatal színésznőtől kategóriában, amelyet sikeresen meg is nyert. 2011-ben a Natalie Portman és Ashton Kutcher főszereplésével készült Csak szexre kellesz című romantikus vígjátékban alakította a főszereplő fiatalkori énjét.
Az igazi siker, amely a népszerűséget is meghozta a fiatal színésznő számára, 2011-ben jött el, ugyanis ekkor kapta meg a Disney által készített Zsenipalánták  című vígjátéksorozatban Lexi Reed szerepét. 2012-ben a Disney egyik saját készítésű tévéfilmjében, a Bar/átok ban tűnt fel, mint Julianne. Még ugyanebben az évben került a mozikba a Rontó Ralph című animációs film, amelyben a hangját kölcsönzi az egyik szereplőnek, Moppetnek. 2013-ban szerepelt az Esküdt ellenségek: Különleges ügyosztály egyik epizódjában. 2016-ban a Behálózva című filmben szerepelt. 2021-ben szerepelt a Girl in the Woods című filmben.

## Énekesnői karrierje
2008 és 2012 között négy dalt jelentetett meg, melyek közül a 2011-es Girl I Used to Know című dalához videóklip is készült. A Zsenipalánták egyik betétdalát (Sweet as a Sprinkle) is ő énekli.

## Filmográfia

### Film
| Év   | Magyar cím               | Eredeti cím             | Szerep                      | Magyar hang        |
| ---- | ------------------------ | ----------------------- | --------------------------- | ------------------ |
| 2008 | Beethoven nagy áttörése  | Beethoven's Big Break   | Katie                       |                    |
| 2010 | Változó szerelem         | Flipped                 | Dana Tressler               |                    |
| 2011 | Csak szexre kellesz      | No Strings Attached     | fiatal Emma                 |                    |
| 2012 | Bar/átok                 | Frenemies               | Julianne                    | Bogdányi Titanilla |
| 2012 | Rontó Ralph              | Wreck-It Ralph          | Játékos lány (szinkronhang) | Czető Zsanett      |
| 2014 |                          | Red Zone                | Caroline                    |                    |
| 2015 | Insidious – Gonosz lélek | Insidious: Chapter 3    | Quinn Brenner               | Czető Zsanett      |
| 2015 |                          | Caught                  | Allie                       |                    |
| 2015 | Jem and the Holograms    | Jem and the Holograms   | Kimber Benton               | Hermann Lilla      |
| 2016 | Behálózva                | I.T.                    | Kaitlyn Regan               | Hermann Lilla      |
| 2017 |                          | 1 Mile to You           | Ellie Butterbit             |                    |
| 2017 |                          | Small Town Crime        | Ivy                         |                    |
| 2018 |                          | At First Light          | Alex Lainey                 |                    |
| 2018 | Csodálatos fiú           | Beautiful Boy           | Julia                       | Czető Zsanett      |
| 2018 |                          | Spare Room              | Hannah                      |                    |
| 2018 |                          | Good Girls Get High     | Danielle                    |                    |
| 2019 | Mary                     | Mary                    | Lindsey                     | Vida Sára          |
| 2021 |                          | Girl in the Basement    | Sarah Cody                  |                    |
| 2021 |                          | The Last Thing Mary Saw | Mary                        |                    |
| 2021 |                          | Girl in the Woods       | Carrie                      |                    |

### Televízió
| Év        | Magyar cím                               | Eredeti cím                         | Szerep                   | Megjegyzések                                |
| --------- | ---------------------------------------- | ----------------------------------- | ------------------------ | ------------------------------------------- |
| 2008      | Chuck                                    | Chuck                               | fiatal Sarah             | egy epizód                                  |
| 2009      | Oso különleges ügynök                    | Special Agent Oso                   | Emma (szinkronhang)      | egy epizód                                  |
| 2009      | Christine kalandjai                      | The New Adventures of Old Christine | Britney Burke            | egy epizód                                  |
| 2010      |                                          | Funny in Farsi                      | Deborah "Debbie" Appleby | egy epizód                                  |
| 2010      | Pótfater                                 | Sons of Tucson                      | Molly                    | egy epizód                                  |
| 2011–2014 | Zsenipalánták                            | A.N.T. Farm                         | Lexi Reed                | főszereplő magyar hangja Bogdányi Titanilla |
| 2014      | Esküdt ellenségek: Különleges ügyosztály | Law & Order: Special Victims Unit   | Clare Wilson             | két epizód                                  |
| 2014      | Jessie                                   | Jessie                              | Maybelle                 | egy epizód                                  |